# 中军将军
中军将军，古代重要将军名称。西汉到南北朝将军名号之一。
汉武帝置中军将军，为杂号将军，汉武帝任命公孙敖为中军将军。将军统兵出征或驻守宿卫，中军将军统兵出征，不统禁军，后来撤销。
三国曹魏黄初三年（222年）置中军大将军，曹真由上军将军迁任。晋武帝泰始元年（265年）改曹魏领军将军为中军将军，以羊祜担任，统左右卫、前、后、左、右、骁骑等宿卫七营禁军，主管京师及宫廷护卫。泰始四年（269年）废除，设北军中候取代。后来重新设置後，不再领兵宿卫禁军，只作为一种将军名号，可离开京师，出任持节都督，镇守一方。
十六国前秦时，中军将军与镇军将军、抚军将军、冠军将军合称四军将军。南燕也有中军将军。
南朝时，中军将军为重号将军。刘宋时，位比四镇将军（镇东、镇西、镇南、镇北），三品；南齐时，位在四征将军（征东、征西、征南、征北）之上。南梁、南陈时，中军将军与中卫将军、中抚将军、中权将军合称四中将军，专任命在京师任职的官员，地位显要。梁武帝天监七年（508年）定为武职二十四班中的二十三班，与四征将军同班；南陈拟二品，比秩中二千石。
北魏时，中军将军位在四镇将军下，魏孝文帝太和十七年（493年）定为从一品下，太和二十三年（499年）复次职令，改为从二品。北齐时，用中军将军安置罢任武官，成为无实权的闲职，从二品。北周时，中军将军的品级是八命。
隋朝因避讳太祖杨忠，中军将军改称内军将军。
诸侯王国的中军将军是西晋设立的。西晋以平原国、汝南国、琅邪国、扶风国、齐国为大国，各置上、中、下三军，中军二千人，设中军将军一人统管。其余王国不设中军。南朝宋大、小诸侯王国都设三军。地位很低，晋朝、刘宋时没有能列入九品以上的流内品阶。南齐、南梁沿用刘宋制度。梁武帝天监七年（508年）定皇弟子国上、中、下三军将军为流外七班中的七班，嗣王国三军将军为六班，蕃王国三军将军为五班。